# 이수진 (기상 캐스터)
이수진(李修眞, 1987년 5월 29일 ~ )은 대한민국의 아나운서이다.

## 경력
- 2013년 : KBS 기상 캐스터
- 2017년 : KNN 아나운서